# Hymenasterides zenognathus
Hymenasterides zenognathus är en sjöstjärneart som beskrevs av Fisher 1911. Hymenasterides zenognathus ingår i släktet Hymenasterides och familjen knubbsjöstjärnor. Inga underarter finns listade i Catalogue of Life.